# 불이성 법륜사
법륜사(法輪寺) 또는 불이성 법륜사는 서울 종로구 사간동에 있는 한국불교태고종 소속의 사찰이다.
일제강점기인 1929년에 박대륜이 개설한 금강산 유점사의 경성포교당으로 시작된 사찰이다. 불이성 법륜사라는 이름은 유점사와 법륜사는 둘이 아니라는 의미에서 나왔다. 법륜사는 불교의 근대식 포교가 시작된 절이라는 점에서 의미가 있다. "한국불교 최초의 근대화된 포교당이자 대승교화의 효시"라는 평가를 받고 있다.
1950년대에 대처승과 비구승의 격렬한 대립이 있은 후 조계사에서 밀려난 대처승 측의 거점이 되었고, 이들이 1970년 한국불교태고종을 창립할 때도 박대륜이 태고종 초대 종정에 오르며 종단의 본거지로 삼았다. 태고종 측은 종단 창종의 산실이었던 불이성 법륜사를 "한국불교의 역사성과 법맥 계승의 의미가 있"다며 특별하게 여기고 있다.
태고종은 2006년에 법륜사 자리에 지하 3층, 지상 4층 규모의 한국불교전통문화전승관 건물을 지었다. 한국불교전통문화전승관 건립은 태고종의 오랜 숙원 사업이었다. 이 건물에는 태고종 총무원을 비롯해 불교문화 상설 전시장, 불교문화재 전시관, 대륜불교사상연구소 등이 설치되고 법륜사는 지상 3층에 자리잡았다.

## 같이 보기
- 유점사
- 한국불교태고종